# 宮澤隆
宮澤 隆（みやざわ たかし、1952年10月8日 - ）は、TBS（旧法人→TBSテレビ）のアナウンサー（1975年4月 - 2012年10月）。TBSテレビ編成局アナウンス部担当局次長兼TBSラジオ&コミュニケーションズ編成業務局編成部（2012年10月）。身長は170cm。血液型はAB型。「宮沢 隆」と表記する場合もある。

## 来歴・人物
東京都杉並区出身。東京都立九段高等学校、成蹊大学経済学部を卒業後、1975年4月にTBSへ入社（アナウンサー第15期生。同期は松下賢次）。2004年10月には社内再編により他のアナウンサーとともにTBSテレビへの出向社員となり、2009年4月持株会社化に伴い、正式にTBSテレビの社員となる。
その間、アナウンスセンタースポーツ班デスク、アナウンス部業務担当部長を務めた。その後、TBSテレビ編成局アナウンス部担当局次長兼TBSラジオ&コミュニケーションズ編成局編成部を経て、2012年10月1日付でTBSテレビ編成局アナウンス部担当局次長兼TBSラジオ&コミュニケーションズ編成業務局編成部となる。
アナウンサーとしては同期の松下と同じく、主にスポーツ実況（野球、競馬、バレーボール、ボクシング、モータースポーツなど）を担当。1988年のソウルオリンピックでは、男子マラソン・陸上・ボクシング・バレーボール・重量挙げの実況を担当した。
2000年代以降、ラジオの競馬中継を除きスポーツ実況の最前線からは退き、若手の育成にあたっていたほか、TBSアナウンススクールのスーパーバイザーやアナウンサー採用試験の面接官も担当。
2012年10月末で定年退職。定年後は競馬をはじめラジオ番組の制作に携わることを明らかにしている。また、TBSアナウンススクール特別講師へ就任。
2016年10月3日放送のたまむすびに出演した時には「こども音楽コンクール事務局長の宮澤でございます」と自己紹介した。

### 宮澤と競馬
少年時代に見始めて以来の競馬好きであり、プロフィールの趣味欄にサラブレッドの撮影や牧場見学をあげた事もある。親交のある競馬評論家の阿部幸太郎は、「歩く競馬四季報」「歩く人間競馬四季報」とも呼んでいる。
また、入社試験で架空の競馬実況を披露し合格に至ったというエピソードがあり、入社後もラジオ番組内の競馬予想コーナーやテレビの競馬情報番組で架空実況（仮想・予想実況）を行っている。『小島慶子 キラ☆キラ』担当時、同番組レギュラーである水道橋博士の要望によりニコニコ動画へ実況模様を収録した動画が配信された。2012年1月12日にTBSラジオで放送の『ザ・トップ5』へゲスト出演した際も、架空実況を披露した。
前述の2016年10月のたまむすびではトウショウボーイが制した1977年の宝塚記念を"再現実況"した。

## 担当番組

### ラジオ
- スポーツ中継
  - TBSエキサイトナイター（プロ野球中継。1990年代後半頃までの間に担当）
  - 競馬中継
    - 爆笑問題の日曜サンデー（『田中裕二のサンデー競馬小僧』コーナー内）
- 日曜競馬メモリー（1977年）[5]
- 歌謡曲ナイトスペシャル（1978年）[5]
- 夜はこれから（1988年）[5]
- マンデー・ナイトベースボール（1992年）[5]
- ズバリ!競馬情報（平日昼帯ワイド内コーナー。2000年[21][22]から2011年3月25日[23]まで12年にわたり[23]、以下の番組で金曜日に放送された。先述の架空実況も行っていた）
  - 松尾雄治のピテカンワイド（当時のコーナー名は『ズバリ!ピテカン競馬情報』[21]）
  - ストリーム（『ストリームスペシャル』金曜日）
  - 小島慶子 キラ☆キラ（『キラ☆キラスペシャル』金曜日）

### テレビ
- スポーツ中継
  - プロ野球中継（1990年代後半頃までの間に担当）
    - JAPAN MAJOR BASEBALL
    - TVSライオンズアワー（テレビ埼玉で放送。TBSと提携していた時期に担当）

  - ボクシング中継（『ガッツファイティング』）
    - プロボクシング世界タイトルマッチ（杉谷満戦、鬼塚勝也戦）

  - バレーボール中継（1990年・1994年世界選手権、Vリーグ）
  - 陸上競技中継
    - 北京国際マラソン
    - 日米ソ3カ国対抗陸上

  - モータースポーツ中継（富士GCレース）
- アップルシティ500（1982年）[5]
- JNNおはようニュース&スポーツ[5]
- ニュースコール[5]
- ナイスプレー!ライオンズ
- お父さんのための馬講座（BS-i。2003年から2004年まで、不定期で[24]仮想実況を担当）

## 参考資料
- TBS50年史（2002年1月、東京放送編・発行）…国立国会図書館の所蔵情報
  - 付録のDVD-ROM『ハイブリッド検索編』に収録されたPDFファイル
    - 『TBSアナウンサーの動き』（ラジオ東京→TBSの歴代アナウンサーの記録を、同社の歴史とともにまとめた文書）
    - 『TBS社報』NO.432（1976年7月12日発行）掲載記事『TBS紳士録』（TBSに勤務する社員を各部署別に紹介した記事）の再録
- 各種外部リンク